# Серебряный генерал
Серебряный генера́л (яп. 銀将 гинсё:), кратко серебро (яп. 銀 гин) — фигура в сёги и их вариантах.

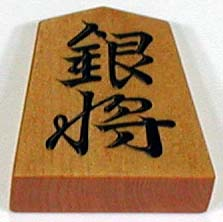
Серебряный генерал

Обозначение в европейской нотации: S.
Упоминая серебряных и золотых генералов без акцента на тип фигуры, также употребляют просто слово генерал(ы).

## Начальное расположение
В начальной расстановке фигур в классических сёги у каждого из противников имеется по 2 серебра, стоящих через поле от короля, справа и слева от него: у чёрных — на полях 3i и 7i, у белых — на 3a и 7a.

## Правила ходов
За один ход серебро может пойти на любое соседнее поле кроме полей, расположенных справа, слева от него и прямо за ним.
Таким образом, серебро посреди пустой доски имеет 5 вариантов хода.

## Ценность
Ценность серебра (если считать ценность пешки за 1), согласно мнению различных сёгистов, равна:
- 5 (Томохидэ Кавасаки, 4 любительский дан[1], и Митио Ариёси, 9-й профессиональный дан[2])
- 7 (Ларри Кауфман, 5 дан ФЕСА[3])
- 8 (Кодзи Танигава, 17-й пожизненный мэйдзин)[1]
- 10 (Ясумицу Сато, 4-й пожизненный кисэй)[1]

Как и золото, при атаке серебро ценнее иметь в руке или на доске «на макушке» короля противника, а при защите — на доске, как можно ближе к своему королю.
Новичкам рекомендуется считать ценность серебра равной 5 (числу его возможных ходов).

## Переворот

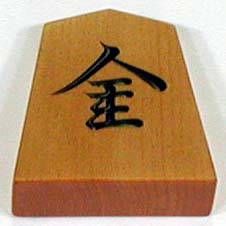
Перевёрнутое серебро

При ходе в зону переворота (три дальние от ходящего горизонтали), внутри неё или выходе из неё серебро при желании может перевернуться. Если при выходе из зоны переворота серебро не перевернулось, то для возможности переворота ему необходимо опять войти в эту зону.
Обозначение перевёрнутого серебра в европейской нотации: +S.
На самой фигуре начерчен один из скорописных вариантов иероглифа 金 («золото»).
На диаграммах перевёрнутое серебро (яп. 成銀 нари-гин) иногда обозначается иероглифом 全.
Ходит перевёрнутое серебро так же, как золото, и обратно перевернуться уже не может. Но тот, кто его съест, получит в руку обычное серебро.

### Ценность перевёрнутого серебра
Ценность серебра (если считать ценность пешки за 1), согласно мнению различных сёгистов, равна:
- 6 (Митио Ариёси, 9-й профессиональный дан[2])
- 6 (Ларри Кауфман, 5-й дан ФЕСА[3])
- 9-10 (Кодзи Танигава, 17-й пожизненный мэйдзин)[1]

## Свойства
В дебюте серебро используется для построения крепости. В конце дебюта серебро — фигура, наиболее часто бросающая вызов (сикакэ). В начале миттельшпиля серебро чаще всего идёт на размен, ибо обладает чуть большей манёвренностью в отступлении и чуть меньшей ценностью, чем золото.
Есть 3 основные классические схемы атаки серебром: богин, косикакэгин и хаягури-гин. В противодействии друг другу эти схемы доминируют одна над другой по циклу, как элементы игры «камень-ножницы-бумага», что вносит момент психологии при выборе атакующей схемы в дебюте.
По словам Ёсихару Хабу (19-й пожизненный мэйдзин), серебро — это «клей, стягивающий ходы воедино».
Есть версия, что историческим предшественником серебряного генерала является слон в таиландских шахматах макрук, ходящий в точности так же, как и серебро.

## Пословицы сёги про серебро
- Ходи серебром зигзагами (дословно — «как летит ржанка»)
- Серебро на голове коня противника — хорошая форма[6]

## Серебро в тю сёги
В тю сёги у каждого из игроков тоже есть по 2 серебра, стоящих справа от правого золота и слева от левого. Ходят эти серебряные генералы так же, как и в классических сёги, но переворачиваются в вертикального ходока (яп. 竪行 сюгё:): фигуру, ходящую вправо и влево лишь на соседнее поле, а вверх и вниз — на любое число полей.